# Strada provinciale 17 Casalfiumanese
La strada provinciale 17 Casalfiumanese è una strada provinciale italiana della città metropolitana di Bologna che si sviluppa interamente all'interno del paese di Casalfiumanese. Essa parte dall'incrocio con l'ex SS 610, supera il rio Casale e sale brevemente fino al centro storico del paese.